# 272 a. C.
El año 272 a. C. fue un año del calendario romano prejuliano. En el Imperio romano se conocía como el año 482 ab urbe condita. 

## Acontecimientos

### Egipto
- Las victorias de Egipto robustecen la posición del reino como el poder naval indiscutido del Mediterráneo oriental; la esfera de poder ptolemaica se extiende entonces sobre las Cícladas hasta Samotracia y las bahías y ciudades costeras de Cilicia Traquea, Panfilia, Licia y Caria.

### Grecia
- Cleónimo, un espartano de sangre real que ha sido expulsado por sus compatriotas espartanos, pide al rey Pirro de Epiro que ataque Esparta y lo coloque en el poder. Pirro está conforme con el plan, pero pretende ganar el control del Peloponeso para sí mismo. Como una gran parte del ejército espartano está entonces en Creta liderado por el rey Areo I, Pirro tiene grandes esperanzas de tomar la ciudad con facilidad; pero los ciudadanos organizan una gran resistencia, permitiendo a uno de los comandantes de Antígono II Gonatas, Aminias el foceo, que alcance la ciudad con una fuerza de mercenarios procedentes de Corinto. Poco después de esto el rey espartano Areo regresa de Creta con 2000 hombres. Estos refuerzos endurecen la resistencia espartana y Pirro, encontrando que todos los días desertan hombres de sus filas, acaba con el ataque y empieza a saquear el país.
- Conforme saquean el campo, Pirro y sus tropas se mueven hacia Argos. Entrando en la ciudad con su ejército con sigilo, Pirro se encuentra atrapado en una confusa batalla con los argivos (que son apoyados por las fuerzas de Antígono) en las estrechas calles de la ciudad. Durante la confusión una vieja que miraba desde un tejado arroja una teja a Pirro lo que lo sorprende y así un soldado argivo puede matarlo.
- Tras su muerte en Argos, a Pirro lo sucede como rey de Epiro su hijo Alejandro II mientras que Antígono recupera el trono de Macedonia que había perdido en favor de Pirro dos años antes.

### Imperio seléucida
- El rey seléucida Antíoco I Soter es derrotado por Ptolomeo II Filadelfo de Egipto durante la primera guerra siria. Ptolomeo se anexiona Mileto, Fenicia y el oeste de Cilicia que toma a Antíoco. Como resultado, Ptolomeo extiende el gobierno egipcio tan lejos como Caria y en la mayor parte de Cilicia.

### India
- El emperador maurya, Ciro el Grande, envía un ejército maurya a conquistar los reinos meridionales. Conquista Kadamba.

### República romana
- Consulados de Espurio Carvilio Máximo, cos. II, y Lucio Papirio Cursor, cos. II, en la Antigua Roma.[1]
- La marcha de Pirro del sur de Italia tres años antes lleva a que los samnitas sean finalmente conquistados por los romanos. Con la rendición de Tarento, las ciudades de la Magna Graecia en Italia meridional pasan a estar bajo la influencia romana y se convierten en aliados romanos. Roma domina entonces de manera efectiva toda la península italiana.
- Los romanos logran el dominio completo de Italia con la conquista de Tarento, en la región de Apulia, en el sur de la península.[2]

## Fallecimientos
- Pirro de Epiro, rey de Epiro y Macedonia.